# Parsonsia schoddei
Parsonsia schoddei är en oleanderväxtart som beskrevs av D.J. Middleton. Parsonsia schoddei ingår i släktet Parsonsia och familjen oleanderväxter. Inga underarter finns listade i Catalogue of Life.